# ستيف روتر
ستيف روتر (بالإنجليزية: Steve Rutter)‏ هو لاعب كرة قدم بريطاني في مركز الدفاع، ولد في 14 أكتوبر 1962 في نورثامبتون في المملكة المتحدة. لعب مع يوفل تاون.